# Gaufre fourrée lilloise
La gaufre fourrée est une spécialité de gaufre de la Flandre, répartie de nos jours sur la Belgique et la France.

## Histoire
Ce type de gaufre est une spécialité culinaire des Flandres et se retrouve donc actuellement tant en France qu'en Belgique: 
- En France, cette gaufre existe au moins depuis le XIxe siècle. En effet, la gaufre fourrée à la vanille de la Maison Méert prend naissance dans les ateliers de la rue Esquermoise à Lille en 1849[1]. En 1864, le pâtissier Méert devient le « Fournisseur officiel de sa Majesté le roi Léopold Ier »[2], le Roi des Belges. Elle est à l'origine des lacquemants belges.

- En Belgique, il s'agit d'une spécialité traditionnelle reconnue de Flandre occidentale par le label de produit régional (Streekproduct en néerlandais)[3]. Il existe également des productions de ce type de gaufres fourrées dans le reste de la Flandre belge tel que par exemple "Succès du jour", fabriquées depuis 1904. En Belgique, ce type de gaufre s'appelle "gaufre fourrée" étant donné qu'elle n'est pas spécifique à la région lilloise mais à la Flandre et se retrouve dans de nombreuses boulangeries flamandes[4].

## Description
C'est une gaufre de forme ovale, ouverte en deux afin d'y insérer un appareil préparé traditionnellement à base de vergeoise (appelée cassonade dans la région) mais parfois aussi de la vanille.
Elle est à base de farine, sucre, sel, levure, margarine et œufs.